# Роликовая цепь

Роликовая цепь со звёздочкой

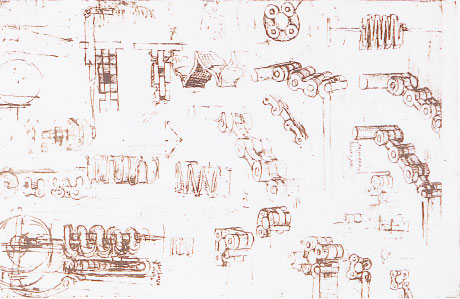
Эскиз роликовой цепи Леонардо да Винчи

Ро́ликовая це́пь (уст. цепь Галля от англ. Gall's chain) — тип приводной цепи. Применяется в основном для передачи механической мощности в различных механизмах, транспортных и сельскохозяйственных машинах, в том числе в мотоциклах, автомобилях, велосипедах, конвейерах, погрузчиках, типографских машинах и многих других. Это простое, надёжное средство передачи мощности, обладающее высоким КПД. Данный тип приводной цепи наиболее широко распространён, производится во всём мире в больших количествах, в том числе крупными узкоспециализированными предприятиями. Конструкция и типоразмеры цепей стандартизированы.
Официально считается, что роликовую цепь изобрёл Ганс Ренольд в 1880 году, но есть мнение, что авторство принадлежит Леонардо да Винчи, на эскизах которого уже в XVI веке была показана цепь, использующая элементы, подобные современным роликам.

## Конструкция цепи

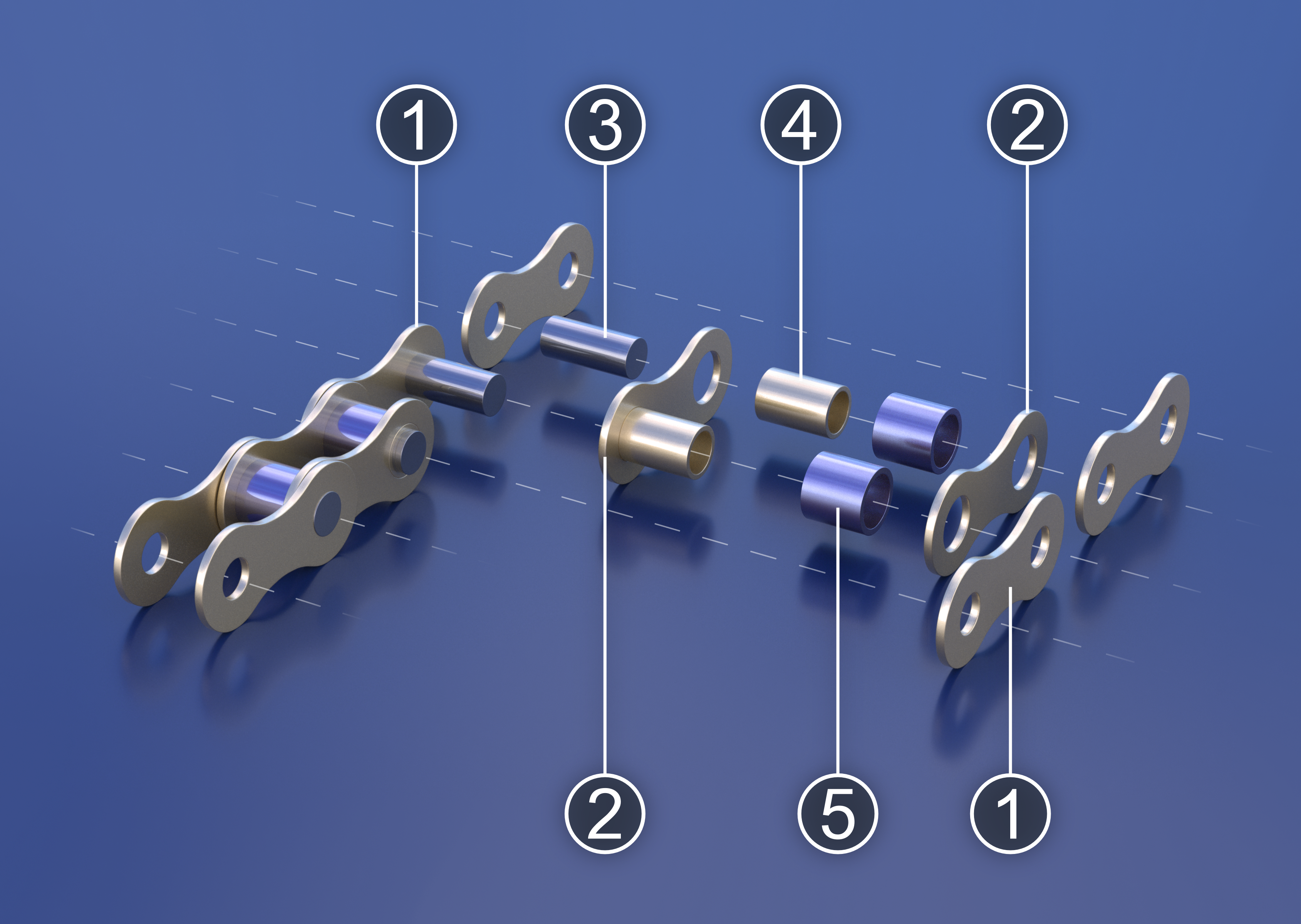
Конструкция:
1. Наружная пластина
2. Внутренняя пластина
3. Валик (пин)
4. Втулка
5. Ролик

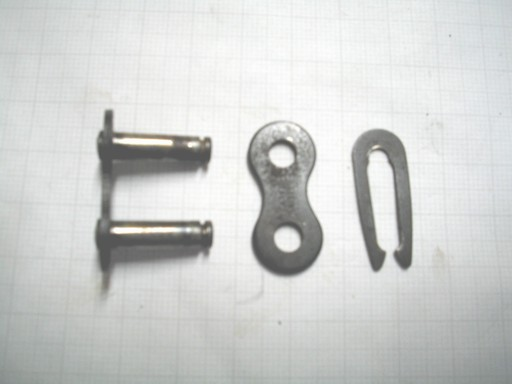
Замок цепи

Цепь состоит из чередующихся звеньев двух видов. Первый — внутреннее звено, имеющее две пластины, удерживаемые вместе двумя жестко закреплёнными втулками с надетыми на них свободно вращающимися роликами. Второй — внешнее звено, состоит из двух внешних пластин, удерживаемых вместе запрессованными валиками (в англоязычной терминологии — пинами), проходящими через втулки внутренних звеньев. При касании цепью звёздочки ролик перекатывается по зубу, заменяя трение скольжения в этой открытой паре трением качения, что в целом улучшает КПД и уменьшает износ передачи.
Внутреннее звено может иметь также «безвтулочную» (англ. bushless) конструкцию, в которой роль втулки выполняют точно выполненные глубокие пуклёвки отверстий внутренних пластин, обращённые друг к другу. Такая цепь заметно дешевле в производстве, но менее стойка из-за малой толщины стенок пуклёвок, неоптимального их материала и взаимной подвижности пластин внутреннего звена.
Для соединения/разъединения цепи используются специальные инструменты — «выжимки», представляющие собой небольшую жёсткую струбцину с удлинённым наконечником винта из твёрдой стали, диаметром чуть меньше валика цепи. Также часто применяются разборные внешние звенья («замки»). Их легко приобрести отдельно для любых распространённых типоразмеров цепей, но из-за большей ширины они могут мешать прохождению цепи в механизме.
Известен вид цепи с изогнутыми пластинами, в которой передняя (условно) часть звена аналогична внутренней, а задняя — после изгиба — внешней (цепь имеет вид «ёлочки»). Преимущества конструкции в том, что, во-первых, все звенья одинаковы и возможно извлекать одно звено из собранной цепи, а во-вторых — цепь более упруга и лучше противостоит ударным нагрузкам. Недостаток — повышенное упругое растяжение под нагрузкой влияет на точность кинематики передачи. Одно такое звено может быть вставлено в обычную цепь, чтобы получить нечётное количество звеньев в контуре.
Для передачи больших усилий цепи изготовляются многорядными — по нескольку рядов звеньев на каждом валике (согласно отечественному ГОСТ — до 4-х рядов), работающими по цельным многовенцовым звёздочкам.

## Стандарты и маркировка
Первые роликовые цепи и стандарты на них создавались в британской дюймовой системе мер, поэтому шаг и другие размеры выпускаемых цепей кратны целым долям дюйма, а в миллиметрах указываются с точностью до 2-го — 3-го знака после запятой.
В России конструкция, сортамент и маркировка роликовых цепей определяются ГОСТ 13568-97 — советским стандартом, приведённым в некоторое соответствие с международным ISO 606-94. В США действует стандарт ANSI B29.1-2011.
Принятая в отечественном ГОСТ система обозначений довольно сложна (отдельные маркировки содержат до 15 знаков), сортамент не полностью совпадает с зарубежным. В настоящее время в потребительском секторе советская система практически не используется, уступив место простой международной маркировке из 3-х цифр, обозначающих основные размеры цепи в восьмых долях дюйма: первая цифра — шаг (например, для 525-й цепи 5*(25,4/8)=15,875 мм), две последние — расстояние между внутренними пластинами десятичной дробью с шагом 0,5 (для 525-й цепи 2,5*(25,4/8)=7,9375 мм). Встречаются промежуточные значения (цепи 428, 532 и др.) — их проще определить по таблице. Такая маркировка часто выбита прямо на внешних пластинах цепи.
Маркировка и размеры некоторых распространённых цепей, мм:
| Цепь | Шаг цепи | Ширина ролика | Диаметр ролика |
| 415  | 12.70    | 4.88          | 7.75           |
| 420  | 12.70    | 6.35          | 7.75           |
| 428  | 12.70    | 7.75          | 8.51           |
| 520  | 15.88    | 6.35          | 10.16          |
| 525  | 15.88    | 7.85          | 10.16          |
| 530  | 15.88    | 9.53          | 10.16          |
| 532  | 15.88    | 9.53          | 11.10          |
| 630  | 19.05    | 9.53          | 11.91          |
| 632  | 19.05    | 9.66          | 12.68          |

## Смазка и защита цепи
Роликовая цепь представляет собой набор открытых пар трения, небольшой износ каждой из которых складывается в значительное растяжение всей цепи. Для надёжной работы открытая передача должна регулярно очищаться и смазываться.
Применение консистентных смазок требует их предварительного расплавления («проварка» снятой цепи) или растворения (современные специальные смазки для цепей, в том числе аэрозольные), чтобы масло проникло во все внутренние зазоры. После остывания цепи или испарения растворителя густая смазка надёжно удерживается в зазорах; снаружи цепь должна быть вытерта насухо. В специальные консистентные цепные смазки могут добавляться также липкие вещества, уменьшающие сброс смазки при движении цепи, и твёрдые противозадирные и антифрикционные компоненты — например, порошок графита.
Незащищённой цепи (например, велосипедной) желательна периодическая полная промывка от грязи и остатков старой смазки. Используются растворители типа керосина, горячая вода с моющими средствами и т. п. Для велосипедистов выпускаются «машинки для чистки цепи» без снятия с велосипеда — накладные ванночки с роликами, в которых цепь проходит несколько изгибов. После мойки цепь необходимо быстро высушить и заново смазать.
Высококачественные цепи — в частности, современных мотоциклов — могут снабжаться сальниками, закладываемыми между звеньями при сборке вместе со смазкой — резиновыми колечками круглого (O-ring) или фасонного (X-ring) сечения. Срок стабильной работы такой цепи определяется сроком истирания сальников и увеличивается в несколько раз по сравнению с обычной. Недостатки — бо́льшая потеря мощности на изгиб цепи, до нескольких л. с. в задней передаче мотоцикла, чуть большая цена и габаритная ширина.
Применяются также многочисленные варианты кожухов приводов — от простых противопыльных до жёстких с масляной ванной. Кожух намного продляет срок жизни цепи, но в то же время затрудняет её контроль, а из-за биений цепи должен быть достаточно просторным. В жёстком кожухе при разрыве цепи может быть заблокирована одна из звёздочек, в худшем случае — ведущего колеса. Поэтому на мотоциклах от жёстких кожухов отказались, не ставя их вовсе или используя легкоразрушаемые конструкции.
Открытые цепи стационарных механизмов могут смазываться жидким маслом капельными маслёнками-лубрикаторами.

## Сравнение с другими видами приводных цепей

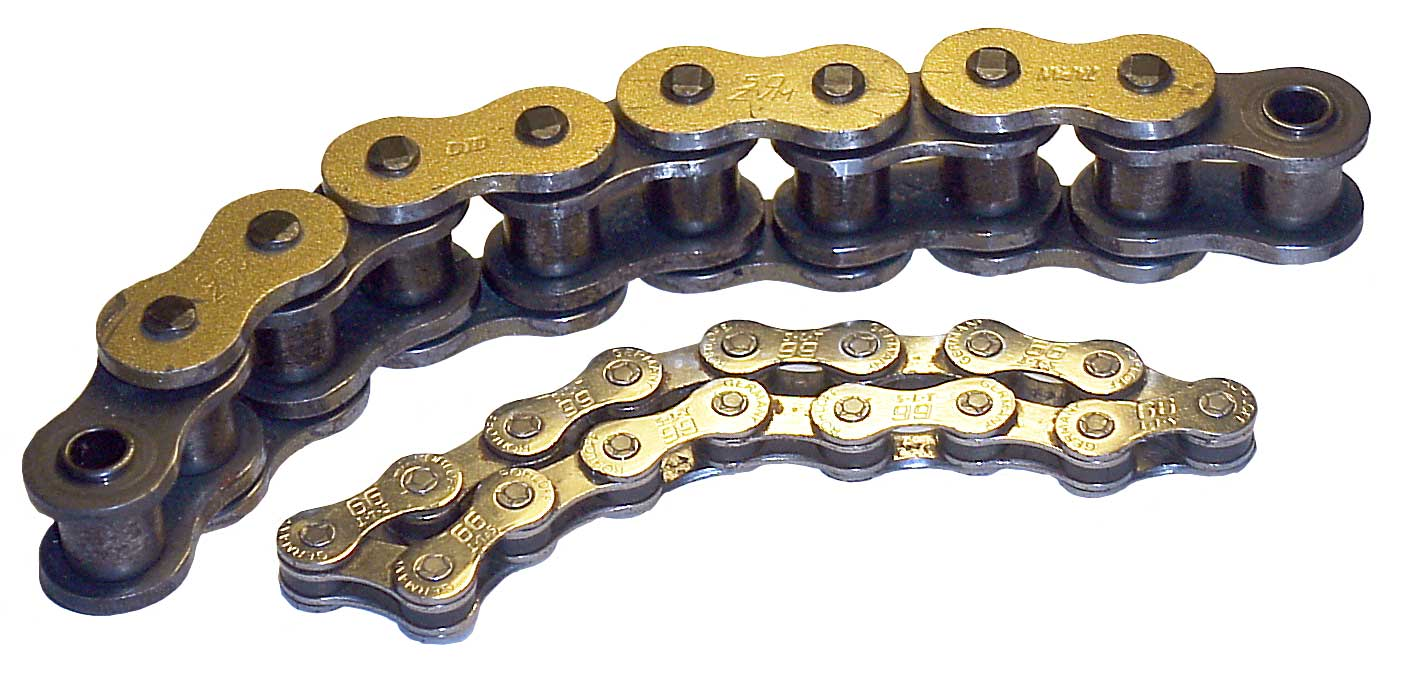
Мотоциклетная и велосипедная цепь.

Роликовая цепь имеет меньшие силы трения в сравнении с более простыми конструкциями, в частности втулочной цепью без вращающихся роликов. Благодаря этому повышается КПД и снижается износ при работе с большими нагрузками и в условиях загрязнения. Однако сравнительно большая масса роликов и возможность их раскалывания при ударах о зубья передачи ограничивают быстроходность роликовых цепей. В то же время втулочная цепь, работающая в масляной ванне при оптимальных условиях, достаточно долговечна, менее шумна и незначительно ухудшает КПД всего механизма. Поэтому в быстроходных машинах, например в ГРМ и моторных передачах ДВС, применяются другие виды цепей — втулочная или пластинчатая цепь Рейнольдса.